# Pain aux raisins
Pour les articles homonymes, voir Pain (homonymie) et Raisin (homonymie).
Un pain aux raisins ou escargot, brioche aux raisins (dans le sud de la France), couque aux raisins, couque escargot ou couque suisse (en Belgique), pain russe (à Lyon), escargot aux raisins (dans le sud-ouest et l'est de la France), Schnecke (de) (en Allemagne, au Luxembourg et en Alsace-Moselle, ainsi qu'au Maroc et en Tunisie), et pain suisse (en Algérie), est une viennoiserie en forme de coquille d'escargot, à base de pâte levée feuilletée, mélangée avec des raisins secs, et fourrée de crème pâtissière. Elle est traditionnellement consommée le matin au petit déjeuner, ou pour le goûter.

## Histoire
Les viennoiseries sont introduites avec succès en France vers 1838, avec l'ouverture de la Boulangerie viennoise de la rue de Richelieu à Paris, d'August Zang. D'origine inconnue, cette viennoiserie en forme de coquille d'escargot est une variante des Schneck (de) (escargots de la  cuisine germanique) et autres croissant et pain au chocolat.

## Variantes
En France, en Amérique du Nord et en Europe du Nord, on appelle pain aux raisins un petit pain sucré qui contient des raisins secs. 

## Composition
Beurre, crème pâtissière, eau, farine, lait, levure de boulanger, œufs, raisins secs, sucre, sucre vanillé.